# Lestodiplosis holstei
Lestodiplosis holstei är en tvåvingeart som beskrevs av Jean-Jacques Kieffer 1920. Lestodiplosis holstei ingår i släktet Lestodiplosis och familjen gallmyggor. Inga underarter finns listade i Catalogue of Life.